# Itchy & Scratchy in Miniature Golf Madness
Itchy & Scratchy in Miniature Golf Madness es un videojuego de minigolf lanzado en Game Boy en 1994, protagonizado por el gato y el ratón Itchy & Scratchy de la serie de televisión Los Simpson. Desarrollado por Beam Software, fue la primera aparición de estos personajes en un videojuego.. En el videojuego, el jugador controla a Scratchy mientras juega a través de un campo de minigolf de nueve hoyos, mientras que al mismo tiempo evita los ataques de Itchy. En general recibió críticas mixtas y positivas de los críticos.

## Jugabilidad
Itchy & Scratchy in Miniature Golf Madness es un videojuego de acción de desplazamiento lateral. El jugador toma el control de Scratchy mientras juega a través de varios campos de minigolf, tratando de lograr un buen puntaje, mientras que al mismo tiempo evita los ataques de Itchy. Itchy usa armas como granadas, bazucas, motosierras, cuchillos para carne y dinamita. Scratchy puede adquirir objetos, como un bate de béisbol o cuchillos arrojadizos, y potenciadores para defenderse contra Itchy. También puede usar su putter como arma. Hay un total de nueve niveles en el videojuego.

## Desarrollo y lanzamiento
Itchy & Scratchy in Miniature Golf Madness fue desarrollado por Beam Software y publicado por Acclaim. El videojuego fue lanzado exclusivamente para la consola portátil Game Boy en noviembre de 1994. A pesar de la violencia, fue calificado E (Everyone) por el Entertainment Software Rating Board.

## Recepción
Los críticos dieron a Itchy & Scratchy in Miniature Golf Madness  reseñas mixtas a positivas. Nintendo Power le otorgó una calificación de 2.825/5 en su número de agosto de 1994. En febrero de 1995, VideoGames & Computer Entertainment escribió: «Nunca sabrás lo divertido que puede ser el minigolf hasta que juegues este videojuego de Itchy and Scratchy. La jugabilidad única lo distingue de otros videojuegos de plataformas. Juegas como Scratchy, que está atrapado en un parque de minigolf, "Itchy's after Scratchy", equipado con motosierras, picadores de ganado eléctricos y lanzallamas. Tienes que maniobrar tu pelota de golf a través de cada nivel. Y ten cuidado con todas esas pequeñas trampas de bolas de golf. Verás muchos artilugios innovadores de minigolf. Obtienes un videojuego de golf y un videojuego de acción, todo en uno». La revista le dio a Miniature Golf Madness una calificación de 9 de 10. GamePro clasificó al videojuego con 11.5/20, comentando que los controles son precisos pero los gráficos son aburridos y la música es repetitiva, lo que hace que el juego sea mediocre en general.
En Los Simpson, Itchy y Scratchy se presentan en caricaturas violentas en las que Itchy mata repetidamente a Scratchy. En UGO Networks mencionaron que «asumimos que quienquiera que ideó este [videojuego] nunca vio el espectáculo. Esa es realmente la única excusa. En lugar de mutilarse, Itchy y Scratchy deciden resolver su problema en el campo de minigolf». Añadieron, sin embargo, que «a pesar de que no tenía sentido, el videojuego no es tan malo. Juegas como Scratchy y tienes que conducir tu pelota de golf en un nivel de desplazamiento lateral y evitar ser golpeado por Itchy. Es ciertamente mejor que Bart and the Beanstalk, pero eso no dice mucho».
En una reseña de 1995 de Miniature Golf Madness y The Itchy & Scratchy Game (1994, Game Gear, SNES), Jeff Kapalka del Syracuse Herald-American escribió que Miniature Golf Madness tiene «toda la violencia sin sentido y el caos que hay en [The Itchy & Scratchy Game], pero también existe el juego de golf real que tienes que sobrevivir. (El juego de golf es bastante limpio, en sí mismo. Incluye el aspecto de la muerte súbita, literalmente, y tienes un carro emocionante y divertido)». También comentó sobre el aspecto del videojuego: «Al estar jugando en un Game Boy normal, los gráficos son, por supuesto, no tan espectaculares como en Game Gear. Pero, de nuevo, no hay tantas imágenes parpadeantes. Sin embargo, las "muertes" de Scratchy son bastante espectaculares. Pude completar unas cuantas rondas en el Super Game Boy, y los colores predeterminados fueron bastante agradables. (Sin embargo, no hay bordes personalizados en la pantalla. Sigh). Aun así, espero que Acclaim finalmente logre llevar este videojuego a Game Gear». Kapalka le dio al juego 2.5/4 estrellas.